# Hymenochaete ungulata
Hymenochaete ungulata är en svampart som beskrevs av Burt 1918. Hymenochaete ungulata ingår i släktet Hymenochaete och familjen Hymenochaetaceae.   Inga underarter finns listade i Catalogue of Life.